# 1994–1995-ös olasz labdarúgókupa
Az olasz kupa 48. kiírása. A kupát a Juventus nyerte meg, immár kilencedik alkalommal.

## Eredmények

### Első forduló
| 1. csapat   | Eredmény       | 2. csapat      |
| ----------- | -------------- | -------------- |
| Ravenna     | 1–2            | Palermo        |
| Lodigiani   | 0–3            | Internazionale |
| Monza       | 2–1 (hu.)      | Venezia        |
| Como        | 1–0            | Ascoli         |
| Bologna     | 0–1            | Atalanta       |
| Perugia     | 2–0            | Verona         |
| Juve Stabia | 0–1            | Udinese        |
| Acireale    | 2–3            | Vicenza        |
| Modena      | 3–2            | Cosenza        |
| SPAL        | 0–1            | Piacenza       |
| Salernitana | 0–1            | Fidelis Andria |
| Reggina     | 2–2 (Te.: 2-4) | Lecce          |
| Pescara     | 0–1            | Cesena         |
| Fiorenzuola | 3–2 (hu.)      | Ancona         |
| Pro Sesto   | 0–2            | Reggiana       |
| Chievo      | 1–1 (Te.: 4-3) | Lucchese       |

### Második forduló
A fordulóban csatlakozó csapatok: Bari, Brescia, Cagliari, Cremonese, Fiorentina, Foggia, Genoa, Juventus, Lazio, Milan, Napoli, Padova, Parma, Roma, Sampdoria, Torino.
| 1. csapat   | Eredmény       | 2. csapat      | 1. mérk. | 2. mérk.  |
| ----------- | -------------- | -------------- | -------- | --------- |
| Milan       | 1–1 (Te.: 4-2) | Palermo        | 0–1      | 1–0       |
| Padova      | 1–3            | Internazionale | 0–3      | 1–0       |
| Monza       | 2–5            | Torino         | 0–1      | 2–4       |
| Como        | 0–7            | Foggia         | 0–2      | 0–5       |
| Cagliari    | 2–2 (ig.)      | Atalanta       | 1–0      | 1–2       |
| Parma       | 4–1            | Perugia        | 4–0      | 0–1       |
| Udinese     | 2–4            | Fiorentina     | 2–2      | 0–2       |
| Sampdoria   | 6–3            | Vicenza        | 5–1      | 1–2       |
| Lazio       | 9–1            | Modena         | 5–0      | 4–1       |
| Bari        | 1–2            | Piacenza       | 0–1      | 1–1       |
| Napoli      | 4–3            | Fidelis Andria | 3–2      | 1–1       |
| Cremonese   | 3–3 (ig.)      | Lecce          | 1–1      | 2–2 (hu.) |
| Cesena      | 0–3            | Genoa          | 0–1      | 0–2       |
| Fiorenzuola | 1–5            | Roma           | 0–3      | 1–2       |
| Reggiana    | 2–1            | Brescia        | 1–0      | 1–11      |
| Juventus    | 3–1            | Chievo         | 0–0      | 3–1       |

1 Az olasz szövetség döntése alapján.

### Nyolcaddöntő
| 1. csapat  | Eredmény | 2. csapat      | 1. mérk. | 2. mérk. |
| ---------- | -------- | -------------- | -------- | -------- |
| Milan      | 2–4      | Internazionale | 1–2      | 1–2      |
| Foggia     | 4–2      | Torino         | 3–0      | 1–2      |
| Parma      | 3–1      | Cagliari       | 2–0      | 1–1      |
| Fiorentina | 3–2      | Sampdoria      | 2–1      | 1–1      |
| Lazio      | 6–4      | Piacenza       | 3–2      | 3–2      |
| Napoli     | 4–0      | Cremonese      | 3–0      | 1–0      |
| Genoa      | 2–3      | Roma           | 2–0      | 0–3      |
| Juventus   | 3–2      | Reggiana       | 2–0      | 1–2      |

### Negyeddöntő
| 1. csapat      | Eredmény | 2. csapat  | 1. mérk. | 2. mérk.  |
| -------------- | -------- | ---------- | -------- | --------- |
| Internazionale | 1–2      | Foggia     | 1–0      | 0–2 (hu.) |
| Parma          | 4–1      | Fiorentina | 2–0      | 2–1       |
| Lazio          | 3–1      | Napoli     | 1–0      | 2–1       |
| Juventus       | 4–3      | Roma       | 3–0      | 1–3       |

### Elődöntő
| 1. csapat | Eredmény | 2. csapat | 1. mérk. | 2. mérk. |
| --------- | -------- | --------- | -------- | -------- |
| Lazio     | 1–3      | Juventus  | 0–1      | 1–2      |
| Foggia    | 2–4      | Parma     | 1–1      | 1–3      |

### Döntő

#### Első mérkőzés
| 1995. június 7. | Juventus    | 1 - 0 | Parma | Stadio delle Alpi, Torino Nézőszám: – Játékvezető: Angelo Amendolia |
| 1995. június 7. | Porrini 10' | (1–0) |       | Stadio delle Alpi, Torino Nézőszám: – Játékvezető: Angelo Amendolia |

#### Második mérkőzés
| 1995. június 11. | Parma | 0 - 2 | Juventus                  | Stadio Ennio Tardini, Parma Nézőszám: – Játékvezető: Pierluigi Collina |
| 1995. június 11. |       | (0–1) | 26' Porrini 54' Ravanelli | Stadio Ennio Tardini, Parma Nézőszám: – Játékvezető: Pierluigi Collina |

Összesítésben a Juventus nyert (3–0).
| Az 1994–1995-ös olasz labdarúgókupa győztese: |
| --------------------------------------------- |
| Juventus 9. cím                               |